# Ankiliabo (Ampanihy)
Ankilimivory è una città e comune del Madagascar situata nel distretto di Ampanihy, regione di Atsimo-Andrefana. 
La popolazione del comune rilevata nel censimento 2001 era pari a 15 000 unità.